# Tomás de Paredes
Tomás de Paredes (Badajoz, ca. 1598-Granada 17 de febrero de 1667) fue un sacerdote católico español, obispo titular de Claudiópolis y auxiliar de Granada.

## Biografía
Hijo de Pedro López de Paredes y de Beatriz de Hoces Calderón nació en Badajoz en fecha desconocida hacia el año 1598.
Ingresó en la Orden de San Agustín, de la que fue maestro y definidor, rector del colegio de San Acasio de Sevilla, prior de la Casa Grande de San Agustín de la misma ciudad en 1642 y provincial de Andalucía en 1646.
El 14 de octubre de 1652 fue nombrado obispo titular de Claudiopolis y auxiliar de Granada  para el arzobispo Martín Carrillo Alderete. Fallecido este al año siguiente, continuó como auxiliar durante el pontificado de José de Argáiz.
Fue nombrado tesorero de la catedral de Granada el 19 de marzo de 1656, sucediendo en el cargo a Francisco Bermúdez de Pedraza. Estuvo propuesto para consejero general de su orden y según un retrato que había en el convento de San Agustín de Badajoz estuvo electo para el obispado de Mondoñedo.
Tuvo fama de ser un excelente predicador. En un informe conservado en el Archivo Histórico Nacional consta que en los años 1667-1670 ordenó a numerosos seglares y religiosos de las diócesis de Málaga y Córdoba cobrando cantidades muy superiores a las establecidas en los aranceles.
Falleció en Granada el 17 de febrero de 1667 y sus restos fueron inhumados en la cripta de la catedral.